# Yugo Florida
Yugo Florida, također poznata i kao  Zastava Florida, Yugo Sana ili Yugo Miami, je automobil niske ili niže srednje (kompaktne) klase (eng. hatchback) s petero vratiju. Proizvodila ga je srbijanska tvornica automobila Zastava Automobili iz Kragujevca.
Dizajnirao ga je poznati talijanski dizajner Giorgetto Giugiaro koji je poznat po dizajnu automobilskih uspješnica kao što su VW Golf I, Fiat Punto, Seat Ibiza i Cordoba, Lotus Esprite, novi Ford Mustang (2008.) te poznati filmski automobil DeLorean.

## Počeci
Sredinom 1980-ih godina 20. stoljeća, grupa inženjera tvrtke Zastava Automobili, odlučila je napraviti najbolji automobil do tada. Uporabom kapaciteta talijanskog Fiata, kao i njegovog modela Fiat Tipo kao inspiracije, izrađen je prostran automobil čistih linija, s koeficijentom otpora od 0.32.
Automobil je imao sličnosti s Fiat Tipom, no razvijen je na vlastitoj platformi. Mnoge komponente u automobilu bile su talijanskog podrijetla. Tako su npr. stražnji farovi preuzeti od Fiat Crome.

## Predstavljanje automobila
Zastava Florida predstavljena je 19. veljače 1987. u Kragujevcu. Predstavljen je kao "novi Zastavin automobil za radne ljude od Vardara do Triglava".
Prezenter novog Zastvinog automobila, dr. Radoljub Micić, predsjednik Poslovodnog odbora Zavoda Crvena Zastava, objasnio je novinarima ime novog automobila. Umjesto industrijske oznake Zastava 103, kako se do tada zvao projekt razvoja novog modela, automobil je dobio novo ime - Yugo Florida.
Yugo Florida predstavljena je u jednom kragujevačkom hotelu. Automobil se nalazio u svečanoj sali hotela, prekriven svilom te tvornički zapečaćen kako nitko ne bi mogao vidjeti izgled novog automobila, prije službene prezentacije.
19. veljače 1987. u 11 sati predstavljen je novi Zastavin automobil. Dvije manekenke obučene u bijelo (kako bi bile usklađene s bojom izloženog automobila), pred 150 okupljenih novinara i fotoreportera, skinule su ljubičastu svilu kojom je automobil bio pokriven.
U odnosu na prijašnje Zastavine automobile, novu Floridu krasili su privlačan izgled, prostrana unutrašnjost i veliki prtljažnik. Predstavljen je kao obiteljski, višenamjenski automobil, pogodan za gradsku vožnju, ali i za duža putovanja.
Na prezentaciji je najavljeno da će se u Yugo Floridu ugrađivati benzinski motori zapremine od 1100 do 1600 ccm te Fiatov 1,7 litarski dizel motor.
Početak proizvodnje planiran je za rujan 1988. godine. Prema riječima dr. Micića, planirana godišnja proizvodnja iznosila bi između 60.000 do 100.000 automobila. Od te brojke, 70% bilo bi namijenjeno izvozu.
Na pitanje novinara kolika će biti cijena novog automobila, dobiven je odgovor, da kada bi se Yugo Florida odmah našla na tržištu, njena bi cijena iznosila između 7.500 do 8.000 USD, odnosno između 13.500 do 15.000 tadašnjih DEM.
Kompletan projekt nove Floride, od početnog projekta do finalizacije, tvrtku Zastava Automobili koštao je 150 mil. USD. Od te svote, trećina iznosa potrošena je za razvoj. Ostatak sredstava potrošen je na cilj da se cijela proizvodnja automobila i njegovih rezervnih dijelova proizvode u Jugoslaviji.
Osim same tvornice, u razvoj novog Zastavinog modela investirala je i kooperantska tvrtka Teleoptik.

## Odabir imena
Za nov automobil bilo je predlagano preko 800 domaćih i stranih imena. Neka od poznatijih imena bila su: Avala, Sonata, Kraguj, Morava, Tara, Sana, Koral, Skala i dr. Zanimljivo je spomenuti, da su se neka od ovih imena koja nisu bila odabrana, iskoristila za naziv drugih Zastavinih automobila. Tako je novi model Yuga dobio ime Koral, a novi model Zastave 101 ime Skala.
Primarno ime kojim je vodstvo Zastave htjelo nazvati novi automobil bilo je - Sonata. Kasnije tvrtka saznaje da je to ime već zaštitio južnokorejski proizvođač Hyundai, pa je kao sekundarno ime odabran naziv Florida. 
Neki izvori navode da je ime Florida, kao konačno ime novog Zastavinog modela, odabrano svega nekoliko sati prije prve prezentacije automobila u Kragujevcu. Ime Florida je odabrano jer automobil (u odnosu na prethodnike) ima mnogo staklenih površina, pa se u njoj čovjek osjeća kao da je na sunčanoj Floridi u SAD-u.
U konačnici, novi automobil imao je dva imena: Florida i Sana. Ime Florida namijenjeno je domaćem, a naziv Sana je iskorišten kao ime izvozne varijante Yugo Floride na nekim izvoznim tržištima (npr. tržište Ujedinjenog Kraljevstva).

## Prihvaćanje u medijima
Automobilistički novinari su na temelju kragujevačke prezentacije, ocijenili novi automobil pozitivnim kritikama. Neke od izjava novinara iz automobilističkih časopisa, bile su:
- "Florida je zaista dobro zamišljen i dizajniran automobil koji se može nositi s konkurentima iz cijelog svijeta. Unutrašnjost je, prije svega, izuzetno komforna i funkcionalna, a projektirana je po uzoru na najsuvremenije automobile ove klase u svijetu." (Auto Moto Revija)

- "Ono što posebno impresionira i što su glavi aduti Floride, je veoma dobra stabilnost, koeficijent otpora zraka od 0,32 i velike staklene površine. Predviđena je ugradnja velike količine elektronike kao što je elektroničko upravljanje motorom, elektroničko ubrizgavanje goriva, pa čak i mjesto za elektroničku dijagnostiku."

- "Poslije svega, Yugo Florida zaslužuje samo jedno: sretno."

## Proizvodnja
Zadatak Yugo Floride bio je da postane auto br. 1 u Jugoslaviji, no taj cilj je prekinuo rat koji je izbio u Hrvatskoj 1991. i 1992. u BiH.
Automobil se proizvodio u kragujevačkoj tvornici Zastava Automobili. Proizvodnja tog automobila u Kragujevcu, započela je 2. listopada 1988. godine
Osim u Jugoslaviji, Florida se proizvodi i u Egiptu. Tamošnja tvornica Nasr iz Egipta, od početka 2000-ih, proizvodi Yugo Floridu za egipatsko tržište. Florida namijenjena tamošnjem tržištu naziva se Nasr Florida.
Do početka rata na Kosovu, koji je u tadašnjoj SRJ trajao od 1998. do 1999., tvornica Zastava Automobili izradila je 16.000 primjeraka ovog automobila. Nakon što je završeno bombardiranje snaga NATO-a na SRJ, uništena je i Zastavina tvornica. Ipak, tvornica je ubrzo obnovljena, i kroz nekoliko godina nastavljena je proizvodnja. U razdoblju poslije bombardiranja, proizvedeno je 29.950 primjeraka Zastava Floride.

## Prodaja u UK
U razdoblju od 1988. do 1992. Yugo Florida prodavala se u Ujedinjenom Kraljevstvu. Za tamošnje tržište, automobil je preimenovan u Yugo Sana te je ponuđen po niskoj cijeni (nižoj od one u SFRJ).
Tamošnji distributer Zastavinih automobila, Zastava (GB) Ltd., povukao se iz prodaje 1992. Razlog tome bio je rat koji je planuo na teritoriju Jugoslavije te ekonomske sankcije koje su zemlji nametnute.
Nakon što je prestao uvoz automobila u Britaniju, preostali primjerci automobila prodavali su se po cijeni od 1995 GBP. Ta cijena bila je niža od polovične cijene bilo kojeg automobila koji se u to vrijeme prodavao u Ujedinjemom Kraljevstvu.

## Prestanak proizvodnje
Tokom prvog desetljeća 21. stoljeća, Yugo Florida se na balkanskom tržištu počela suočavati s oštrom konkurencijom. Prvi ozbiljniji konkurent bio je rumunjski automobil Dacia Solenza te njen nasljednik Dacia Logan. Yugo Floridi konkurenciju su predstavljali i ruska Lada 112 te drugi slični automobili.
U studenom 2008., u tvornici Zastava Automobili proizvedena je posljednja Yugo Florida. Proizvodnja tog automobila nastavljena je još u Egiptu u tamošnjoj tvornici Nasr (Nasr Florida). Automobili se u Egiptu proizvode za potrebe tamošnjeg tržišta.

## Modeli Yugo Floride
Osim standardnog Yugo Floride, s vremenom su se pojavljivale novije verzije koje su proizašle iz prvotnog koncepta automobila.

### Yugo Florida Pick-up
Prototip pod imenom Florida Pick-up pojavljuje se 1995. godine, a krajem 1998. kreće u serijsku proizvodnju u somborskoj tvornici Specijalni automobili.
Zahvaljujući novom ovjesu, automobil je imao nosivost između 630 i 690 kg, te zapreminu tovarnog prostora od 1.14 do 3.48 kubičnih metara, ovisno o tome da li je riječ o otvorenoj Pick-up ili zatvorenoj Polly verziji.

### Yugo Florida HDI
Kako je proizvodnja Yugo Floride odmicala kraju, u nju su se znali ugrađivati noviteti. Jedan od takvih bio je Peugeotov dizel motor koji je ugrađen u Yugo Floridu. Automobil je predstavljen na sajmu automobila Beograd Auto Showu 2001. godine, dok je prodaja započela 2002.
Naime, u automobil je ugrađen HDI dizel motor francuskog proizvođača automobila Peugeot. Iako taj pothvat nije trebao izazivati iznenađenje, on ga je ipak izazvao.
Nakon izgradnje prototipa, nitko nije očekivao da će kragujevačka tvornica krenuti sa serijskom proizvodnjom takvih automobila. 
Nastavljajući uspješnu suradnju s grupacijom PSA, tvrtka Zastava Automobili je u Floridu ugradila moderan common rail dizel motor od 1,4 litara i snage 68 KS. Isti takav motor rabio se u automobilima kao što su Peogeot 106, 206, 207, Citroen C1 i C3, Mazda 2, Ford Fiesta, pa čak i Toyota Aygo. Dakle, radilo se o provjerenom motoru.
Budući da se stari mjenjač srpske proizvodnje nije mogao uklopiti u zahtjeve novog dizelskog motora, u automobil je ugrađivan mjenjač Peugeotove proizvodnje. Također, promijenjen je čitav sustav kvačila. Tako je pedala gasa, umjesto sa sajlama, povezana elektroničkim putem.
Također, to je bio prvi automobil od Zastave u koji je ugrađena elektronička blokada motora s kodiranim ključem i nova kontrolna ploča (posebno prilagođena potrebama dizel motora).
Kao dodatnom opremom, automobil je opremljen sa servo volanom, klimom i centralnim zaključavanjem.
Kako je u automobil ugrađeno dosta noviteta u jedan automobil Zastavine proizvodnje, ta godina (2001.) obilježena je kao povijesnom u povijesti kragujevačkog proizvođača automobila.
S druge strane, iako su Zastavini inženjeri ojačali karoseriju novog automobila; vibracije i buka u kabini nisu bili ništa veći nego u staroj verziji s dizelskim motorom.
Negativne strane u Floridi s HDI dizel motorom bile su loša kvaliteta plastike u kabini, niski nivo završne obrade, loša zvučna izolacija te nedostatak bilo kakve naprednije sigurnosne opreme.
No, s obzirom na nisku prodajnu cijenu od 6500 do 7000 eura, Yugo Florida HDI postaje prihvatljiv automobil, bez obzira na nedostatke. Naime, automobil upotrebljava najmoderniji mali dizelski motor te je s ponuđenom cijenom za 3000 eura jeftiniji od cjenovno "najbližeg" automobila koji rabi isti motor.
Florida je bila najskuplji Zastavin automobil, sve dok tvrtka na auto sajmu Beograd Auto Show 2006., nije predstavila Zastavu 10 (licencnu kopiju Fiat Punta).
Također, u Yugo Florida se ugrađivao i Toyotin VVT-I motor.
Treba reći da su i HDi i VVT-I motori u Floridi ostali na nivou prototipa i ni jedan primerak nikada nije ušao u redovnu proizvodnju

## Prototip modeli

### Yugo Florida 2.0
Tvrtka Zastava Automobili je 2001. proizvela prototip Yugo Florida 2.0 u koji je ugrađen motor od Fiat Bravo te je izvršen "face-lifting" na automobilu.

### Zastava Florida Sedan
Kragujevačka tvornica automobila izradila je i konceptnu verziju Yugo Florida Sedan koja nije ušla u masovnu proizvodnju.

### Zastava Florida Caravan
Osim Floride Sedan, napravljen je i prototip Yugo Floride u karavanskoj izvedbi.

## Tehničke karakteristike

### Usporedba Yugo Florida motora
|                                       | 1,1           | 1,3            | 1,4            | 1,6            |
| ------------------------------------- | ------------- | -------------- | -------------- | -------------- |
| Zapremina motora                      | 1.116 ccm     | 1.299 ccm      | 1.372 ccm      | 1580 ccm       |
| Provrt x hod (mm)                     | 80 x 55,5     | 86 x 55,5      | 80,5 x 67,4    | 86,4 x 67,4    |
| Omjer kompresije                      | 9,2           | 9,2            | 9,2            | 9,2            |
| Snaga motora (kW / KS)                | 50 kW / 68 KS | 52 kW / 70 KS  | 60 kW / 74 KS  | 63 kW / 83 KS  |
| Max. trenutnog Nm / Br. okret. u min. | 79 Nm / 5.500 | 100 Nm / 5.500 | 106 Nm / 6.000 | 110 Nm / 5.500 |
| Težina (prazno vozilo)                | 910 kg        | 950 kg         | 910 kg         | 950 kg         |
| Max. brzina                           | 150 km/h      | 155 km/h       | 155 km/h       | 170 km/h       |
| Ubrzanje (0-100 km/h)                 | 17 sek.       | 15 sek.        | 15 sek.        | 12. sek        |

### Karakteristike automobila
|                           | Yugo Florida                                                                         |
| ------------------------- | ------------------------------------------------------------------------------------ |
| Karakteristika            | Osobni automobil s 5 vrata i 5 sjedala                                               |
| Motor                     | 4 cilindra, s vodenim hlađenjem                                                      |
| Gorivo                    | Super bezolovno                                                                      |
| Gume                      | 165/70 Rx13                                                                          |
| Dužina                    | 3.932 mm                                                                             |
| Širina                    | 1.658 mm                                                                             |
| Visina                    | 1.410 mm                                                                             |
| Međuosovinski razmak      | 2.500 mm                                                                             |
| Obujam prtljažnika        | 410 l                                                                                |
| Obujam prtljažnika        | 1.180 l (spuštena stražnja sjedala)                                                  |
| Kapacitet rezervoara      | 48 l                                                                                 |
| Prijenos                  | Prednji pogon, jedna ploča, suha spojka, Porsche&Borg Wargner 5 R stupanjski mjenjač |
| Krug okretanja            | 10,5 m                                                                               |
| Prednji ovjes             | McPhersion s neovisnim kotačima                                                      |
| Stražnji ovjes ovjes      | Poluneovisni kotači, tip "H", s uzdužnim i popriječnim torzijama                     |
| Prednja kočnica           | Disk kočnica, 240 mm                                                                 |
| Stražnja kočnica          | Bubanj kočnica, 186 mm                                                               |
| Sustav paljenja           | Bosch sustav - Motronic 3,1 na 1,3 EFI                                               |
| Sustav dolijevanja goriva | Pumpa za usisavanje (1,1 i 1,4) i elektronička pumpa Bosch, Multipoint sustav (1,3)  |
| Distribucijski sustav     | Bregasta osovina na glavi                                                            |